# 金星实地成分研究

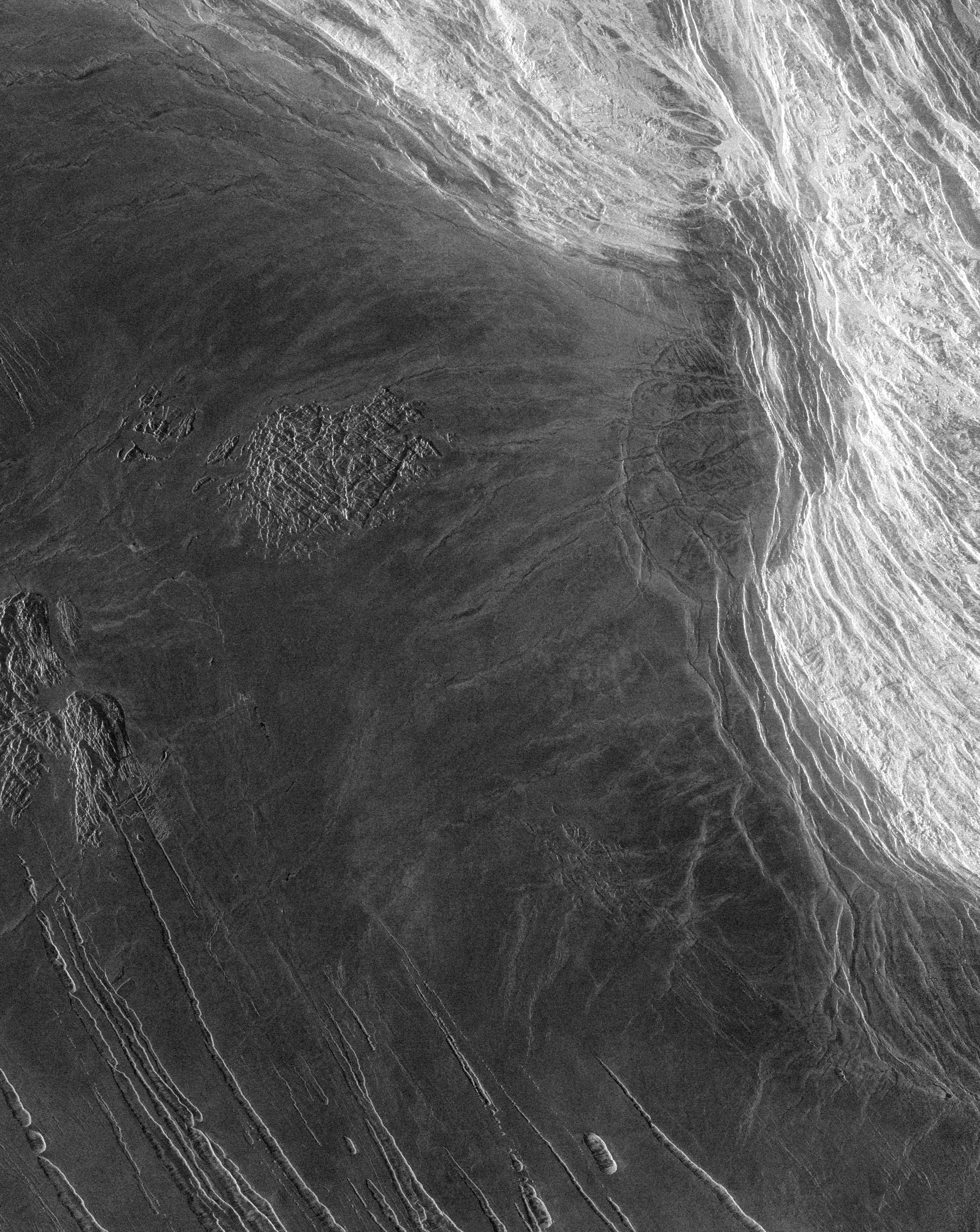
图像右侧可看到麦克斯韦山脉中白色的镶嵌地形，图像左侧则是灰色的拉克什米高原东部边缘。

通过地幔下涌形成高原地壳和镶嵌地形的吉尔摩模型(1998年)

金星实地成分研究(VICI)是一艘金星着陆器任务设想，旨在以回答有关金星起源及演化的长期问题，并提供理解类地行星形成、演化和宜居性所需的新见解
“金星实地成分研究”项目是新疆界4号任务中参与竞选的12项提案之一，但并非2017年末入围的两项提案之一。

## 概述
该任务设想于2017年参与美国宇航局新疆界计划竞标，以争取获得的资金和开发，但未被选中。 然而，2017年12月20日，该项目获得了技术开发资金，以便为以后的任务竞选作准备。这些拨款的目的是进一步研制开发能在极端温度和压力环境下运行的金星元素和矿物探测相机，该设备主要利用着陆器上的激光测量金星表面岩石的矿物和元素组成。
如果未来某个时间被选择和开发，金星实地成分研究任务将把两架相同的着陆器送到未经勘探的镶嵌地形区，这些地区被认为是尚未经历过火山重塑的古老裸露地表。这两架着陆器将在下降过程中测量大气层的成分和结构，其详细程度是早先任务所不可能获取的。着陆器还将分析着陆点的地表的化学、矿物及形态。

## 探测仪器
“金星实地成分研究提出的探测设备包括一台中性质谱仪和一台曾用于“好奇号”火星车上的可调谐激光光谱仪，以研究金星表面矿物和元素组成，一台伽玛射线光分计将检测地表下0~10厘米深的天然放射性元素。

## 另请参阅
- 金星实地大气层和地球化学勘探者 (VISAGE)，一项参选的金星任务概念。
- 金星实地探测器 (VISE)，探索金星的概念任务。
- 金星起源探测器 (VOX)，一项参选的金星任务概念。